# Marek Karakoz
Marek Karakoz, poljski general, * 1903, † 1970.